# دیپ‌واتر (نیوجرسی)
دیپ‌واتر (به انگلیسی: Deepwater) یک منطقهٔ مسکونی در ایالات متحده آمریکا است که در پنسویل، نیوجرسی واقع شده‌است. دیپ‌واتر ۳ متر بالاتر از سطح دریا واقع شده‌است.